# Gratangen (Fjord)
Der Gratangen (nordsamisch: Rivtták) ist ein 23 km langer Fjord im norwegischen Fylke (Provinz) Troms. Er durchzieht die nach ihm benannte Kommune Gratangen.

## Geographie

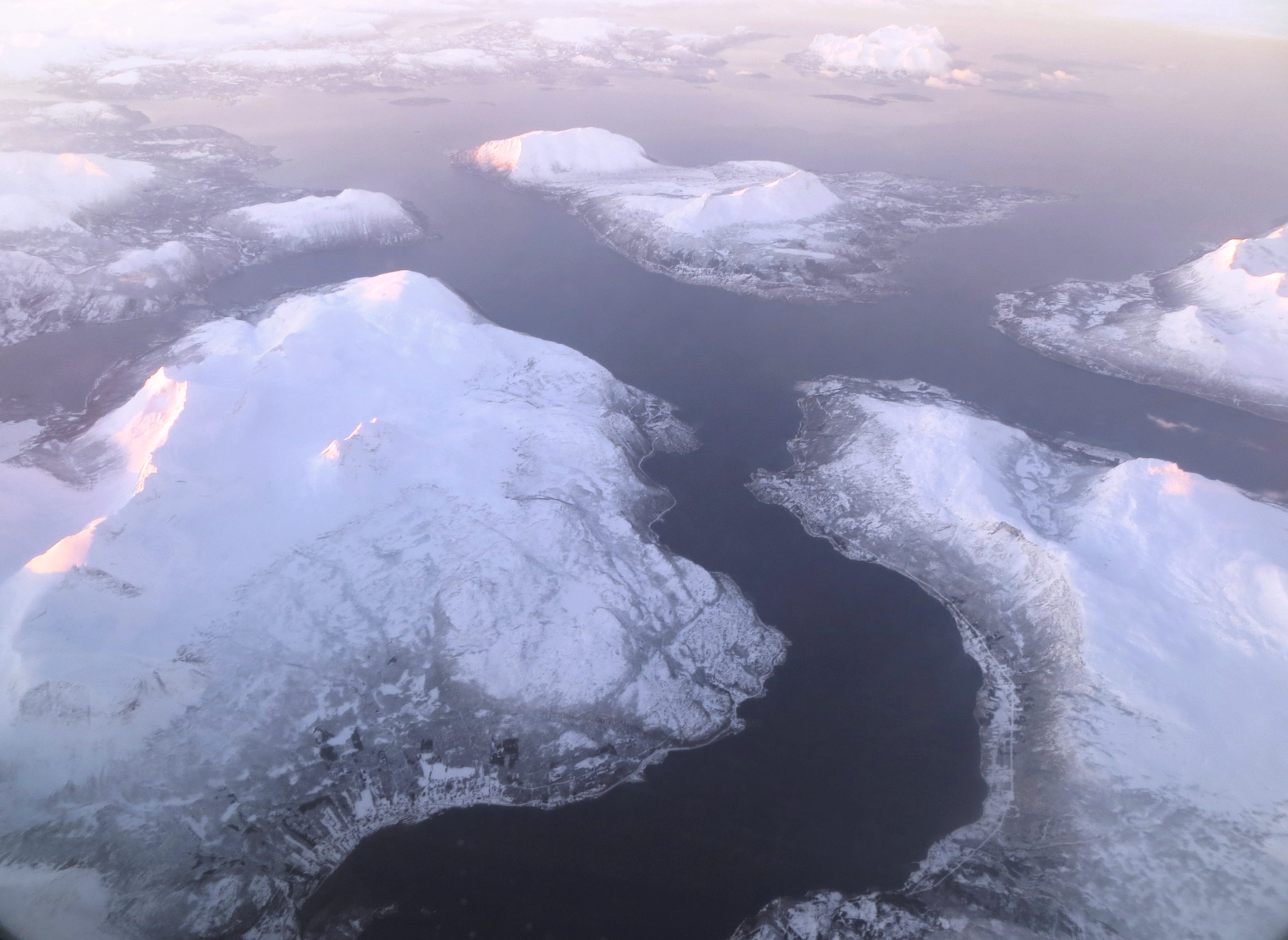
Der Gratangen (vorn) und die Insel Rolla (Bildmitte)

Der Gratangen (auch Gratangsfjord) ist ein Nebenarm des Astafjords. Er beginnt zwischen den Weilern Grøsnes im Norden und Hilleshamn im Süden, gegenüber der Insel Rolla, und erstreckt sich von dort in allgemeiner Richtung Südosten, beschreibt dabei jedoch mehrere deutlich ausgeprägte Rechts- und Linkskurven. Er endet bei den beiden kleinen Siedlungen Fjordbotn und Gratangsbotn, etwa 2 km nordwestlich der dort nach Norden vorbeiführenden Europastraße 6, wo der von Süden kommende Fluss Storelva in den Fjord mündet. Der Fjord ist auf seiner gesamten Länge zwischen 1 und 2 km breit; lediglich bei Årstein, dem Verwaltungszentrum der Gemeinde Gratangen, etwa 6 km vor dem Fjordende, verengt er sich auf nur noch 350 m. An dieser nur etwa 300 m langen Engstelle, dem Årsteinstraumen, zweigt die Provinzstraße Fv 141 von der Fv 825 ab, die am südlichen Fjordufer von der E 6 herankommt, und überquert auf der Årsteinbrua (Årsteinbrücke) den Fjord. Die letzten 6 km des Fjords werden auch Gratangsbotn genannt.

## Siedlungen, Verkehr und Wirtschaft

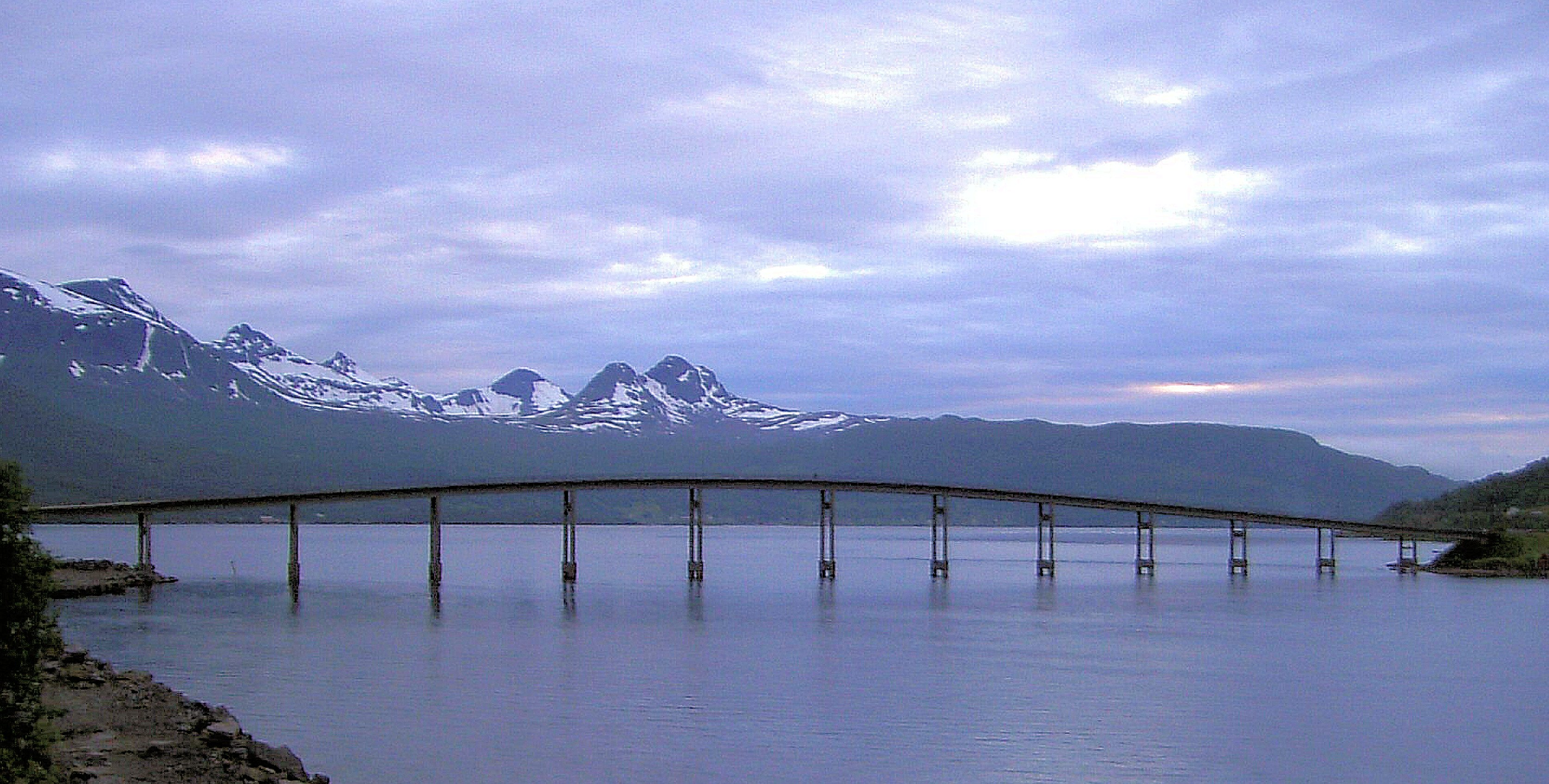
Die Årsteinbrücke

Der innere Abschnitt des Fjords, der Gratrangsbotn, ist – abgesehen von den Weilern am Fjordende – nur entlang seinem Südufer besiedelt, wo auch die Fv 825 verläuft. Årstein, auf der Nordseite der Brücke, ist mit rund 200 Personen die nach Einwohnerzahl größte Siedlung am Fjord und in der Kommune Gratangen. Von der Brücke nach Nordwesten erstrecken sich im mittleren Fjordabschnitt Streusiedlungen an beiden Seiten, die auf dem Nordufer durch die Fv 141, auf dem Südufer durch die Fv 825 miteinander verbunden sind. Insbesondere Foldvik am Südufer ist eine beliebte Ausgangsbasis für Angler (Heilbutt, Seelachs, Dorsch, Steinbeißer). Die letzten etwa 6 km bis zur Mündung des Fjords bei Grøsnes im Norden und Hilleshamn im Süden sind auf beiden Ufern praktisch unbewohnt.
Lachszucht, Fischerei und Tourismus sind neben etwas Landwirtschaft die hauptsächlichen Wirtschaftszweige am und im Fjord.

## Geschichte

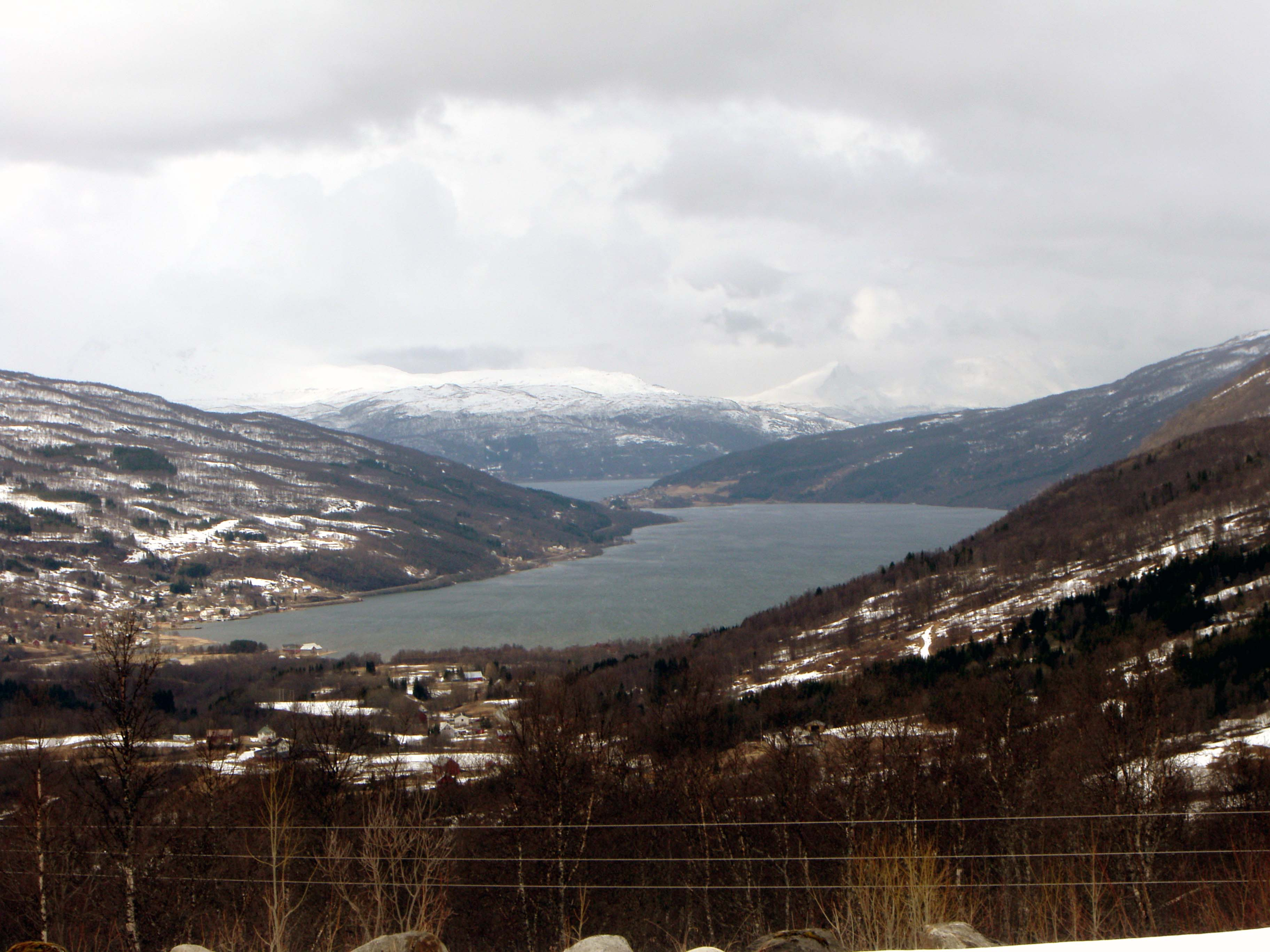
Blick vom Gratangsfjell-Hotel auf den Gratangsbotn mit der Siedlung Gratangsbotn

Im Zweiten Weltkrieg kam es im Frühjahr 1940 in der Folge der deutschen Invasion Norwegens (Unternehmen Weserübung) und der Besetzung von Narvik zu schweren Kampfhandlungen im und am Gratangen. Am 24./25. April wurde ein norwegisches Bataillon, das von Norden bis nach Gratangsbotn vorgestoßen war, im Gefecht von Gratangsbotn in einem deutschen Gegenangriff überrascht und weitgehend vernichtet (34 Tote, 64 Verwundete und 130 Gefangene). Die Deutschen zogen sich jedoch wieder zurück, da der Ort gegen frisch herbeigeführte Kräfte nicht zu halten war.
Am 28. April wurde ein Bataillon französischer Alpenjäger der 27. Halbbrigade am Südufer des Fjords gegenüber von Årstein angelandet, um von dort durch das Lalbergdal auf das etwa 15 km südlich gelegene Bjerkvik und Elvegårdsmoen am Herjangsfjord bei Narvik vorzustoßen. (Die beiden anderen Bataillone der Halbbrigade landeten im Salangen.) Bjerkvik und Elvegårdsmoen wurden schließlich am 13. Mai erobert.

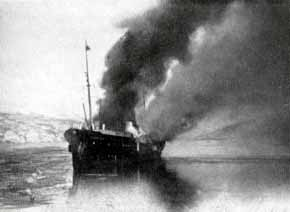
Die brennende Dronning Maud

Am 1. Mai brachte das Hurtigruten-Schiff Dronning Maud, von der norwegischen Regierung als Truppentransporter requiriert, die Sanitätskompanie (6. Landevernssanitetskompani) der 6. Norwegischen Division von Sørreisa nach Foldvik am Südufer des Gratangsfjords. Zwar hatte man für diese Fahrt eine drei Mal drei Meter große Flagge des Roten Kreuzes über das Brückendeck gespannt, aber der Schiffsrumpf war weiterhin schwarz und nicht, wie für ein Hospitalschiff üblich, weiß mit einem grünen Streifen gestrichen. Während des Anlegemanövers wurde das Schiff von drei Heinkel He 111 des Lehrgeschwaders 1 der deutschen Luftwaffe mit Bomben und Maschinengewehrfeuer angegriffen. Es geriet nach zwei Volltreffern in Brand und sank. Achtzehn Menschen kamen bei dem Angriff ums Leben. Bei ihrem Abflug warfen die Bomber auch auf Årstein Bomben ab, wobei mehrere Gebäude zerstört und zwei Zivilisten getötet wurden.